# Mount Penn
Mount Penn  è una borough degli Stati Uniti d'America, nella contea di Berks nello Stato della Pennsylvania. Secondo il censimento del 2000 la popolazione è di 3.016 abitanti.

## Società

### Evoluzione demografica
La composizione etnica vede una maggioranza di quella bianca (96.45%), seguita da quella asiatica e afroamericana (1,06%) dati del 2000.
| borough di Mount Penn Popolazione |       |
| 2000                              | 3.016 |
| Stima al 2009                     | 3.076 |